# Jrvej
Jrvej ou Jrvezh (en arménien Ջրվեժ, « cascade ») est une communauté rurale du marz de Kotayk, en Arménie. Elle compte 7 208 habitants en 2008.